# 伶美うらら
伶美 うらら（れいみ うらら、1990年5月30日 - ）は、日本の女優・モデル。元宝塚歌劇団宙組の娘役スター。
大阪府大阪市、清水谷高等学校出身。身長167cm。血液型B型。愛称は「ゆうり」。

## 来歴
2007年、宝塚音楽学校入学。
2009年、宝塚歌劇団に95期生として入団。入団時の成績は29番。宙組公演「薔薇に降る雨／Amour それは…」で初舞台。その後、宙組に配属。
下級生時代から劇団屈指の美貌で注目を集め、2011年の「クラシコ・イタリアーノ」で新人公演初ヒロイン。その後も4度に渡って新人公演ヒロインを務める。
2012年の「ロバート・キャパ」（バウホール・日本青年館公演）で、バウホール・東上公演初ヒロイン。同年7月より池田泉州銀行のイメージガールに就任。
2014年の「翼ある人びと」（ドラマシティ・日本青年館公演）で、2度目の東上公演ヒロイン。同年の「SANCTUARY」で2度目のバウホール公演ヒロイン。
2015年、朝夏まなと・実咲凜音トップコンビ大劇場お披露目となる「王家に捧ぐ歌」で、初演時にトップ娘役・檀れいが演じたアムネリス役に抜擢。
2016年の「バレンシアの熱い花」で全国ツアー公演初ヒロイン。
2017年11月19日、朝夏まなと退団公演となる「神々の土地／クラシカル ビジュー」東京公演千秋楽をもって、宝塚歌劇団を退団。退団公演では、トップ娘役不在という状況下ながら、トップスター朝夏の相手役を務め、最初で最後となる大劇場ヒロインを演じた。
退団後はフリーランスの女優として幅広く活動している。

## 人物
7歳上と12歳上の姉がいる。
特技は水泳。幼稚園の頃から10年間習っていた。
小学5年の夏休み、花組公演「ミケランジェロ／VIVA!」で宝塚初観劇。その後、宝塚コドモアテネの存在を知り、入学を決める。同じ学年には後に同期となる水美舞斗がいた。
中学3年時に音楽学校を初受験するが、2次で不合格となる。受験時バレエのお手本を務めていたのが、後に新人公演やバウホール公演で組むこととなる愛月ひかるだった。
高校に進学後、バレエに加え声楽教室にも通い始め、2度目の受験で合格を果たした。
芸名の由来は、「伶」の字には芸風の意味が込められていて、「うらら」は頭の中で生まれてから、ずっと温めていた名前。春の陽だまりのようなイメージと、大人っぽさが加わった雰囲気が自分には合うのではと考え、覚えやすい名前がいいと思って決めた。

## 宝塚歌劇団時代の主な舞台

### 初舞台
- 2009年4 - 5月、宙組『薔薇に降る雨』『Amour それは…』（宝塚大劇場）

### 宙組時代
- 2009年6 - 7月、『薔薇に降る雨』『Amour それは…』（東京宝塚劇場）
- 2009年11 - 2010年2月、『カサブランカ』
- 2010年5 - 8月、『TRAFALGAR（トラファルガー）』『ファンキー・サンシャイン』
- 2010年11 - 2011年1月、『誰がために鐘は鳴る』 - 新人公演：ファニータ（本役：藤咲えり）
- 2011年3月、『記者と皇帝』（日本青年館・バウホール） - セーラ・キング
- 2011年5 - 8月、『美しき生涯』 - 新人公演：たつの（本役：すみれ乃麗）『ルナロッサ』
- 2011年10 - 12月、『クラシコ・イタリアーノ』 - 新人公演：ミーナ・プッティ（本役：野々すみ花）『NICE GUY!!』 新人公演初ヒロイン[7][3][2][10][1]
- 2012年1 - 2月、『ロバート・キャパ 魂の記録』（バウホール・日本青年館） - ゲルダ・ポホライル バウ・東上初ヒロイン[9][3][6][2][10]
- 2012年4 - 7月、『華やかなりし日々』 - ローズマリー・ブラウン、新人公演：ジュディ・レイン（本役：野々すみ花）『クライマックス』 新人公演ヒロイン[7][3]
- 2012年8 - 11月、『銀河英雄伝説@TAKARAZUKA』 - ユリアン、新人公演：アンネローゼ・フォン・グリューネワルト（本役：愛花ちさき）
- 2013年1月、『逆転裁判3 検事マイルズ・エッジワース』（ドラマシティ・日本青年館） - サラ・ミルブレット
- 2013年3 - 6月、『モンテ・クリスト伯』 - ジェニファー、新人公演：エデ姫（本役：すみれ乃麗）『Amour de 99!!-99年の愛-』
- 2013年7 - 8月、『うたかたの恋』 - ステファニー『Amour de 99!!-99年の愛-』（全国ツアー）
- 2013年9 - 12月、『風と共に去りぬ』 - メイベル[注釈 1]／スカーレットII[注釈 1]、新人公演：メラニー（本役：実咲凜音）[8]
- 2014年2 - 3月、『翼ある人びと-ブラームスとクララ・シューマン-』（ドラマシティ・日本青年館） - クララ・シューマン 東上ヒロイン[8][2][10]
- 2014年5 - 7月、『ベルサイユのばら-オスカル編-』 - 次女、新人公演：バラの淑女／ロザリー（本役：実咲凜音） 新人公演ヒロイン[8][2]
- 2014年9月、『SANCTUARY（サンクチュアリ）』（バウホール） - マルグリット・ド・ヴァロア（マルゴ） バウヒロイン[8]
- 2014年11 - 2015年2月、『白夜の誓い -グスタフIII世、誇り高き王の戦い-』 - エグモント伯爵夫人（イザベル）、新人公演：ソフィア・マグダレーナ・ア・ダンマルク（本役：実咲凜音）『PHOENIX 宝塚!!-蘇る愛-』 新人公演ヒロイン[8]
- 2015年4月、『New Wave!-宙-』（バウホール）
- 2015年6 - 8月、『王家に捧ぐ歌』 - アムネリス[6][10]
- 2015年10 - 11月、『メランコリック・ジゴロ』 - ルシル『シトラスの風III』（全国ツアー）
- 2016年1 - 3月、『Shakespeare〜空に満つるは、尽きせぬ言の葉〜』 - エリザベス・ケアリー（ベス）『HOT EYES!!』
- 2016年5月、『ヴァンパイア・サクセション』（ドラマシティ・KAAT神奈川芸術劇場） - カーミラ
- 2016年6月、『Bow Singing Workshop〜宙〜』（バウホール）
- 2016年7 - 10月、『エリザベート-愛と死の輪舞（ロンド）-』 - マダム・ヴォルフ
- 2016年11 - 12月、『バレンシアの熱い花』 - イサベラ『HOT EYES!!』（全国ツアー） 全国ツアー初ヒロイン[2]
- 2017年2 - 4月、『王妃の館-Château de la Reine-』 - ディアナ『VIVA! FESTA!』
- 2017年6月、『A Motion（エース モーション）』（梅田芸術劇場・文京シビックホール）
- 2017年8 - 11月、『神々の土地』 - 大公妃イリナ（イレーネ）『クラシカル ビジュー』 大劇場ヒロイン、退団公演[11][2][10][1]

### 出演イベント
- 2012年12月、タカラヅカスペシャル2012『ザ・スターズ!〜プレ・プレ・センテニアル〜』
- 2013年11月、悠未ひろディナーショー『Heroe』[12]
- 2014年12月、タカラヅカスペシャル2014『Thank you for 100 years』
- 2015年5月、『王家に捧ぐ歌』前夜祭
- 2015年12月、タカラヅカスペシャル2015『New Century，Next Dream』
- 2016年12月、タカラヅカスペシャル2016『Music Succession to Next』

## 宝塚歌劇団退団後の主な活動

### 舞台
- 2018年1月、『越路吹雪に捧ぐ〜トリビュートコンサート』（梅田芸術劇場）[13]
- 2018年2月、『愛にまつわる、いくつかの…』（紀尾井ホール）[14]
- 2021年6月、『ROSSO』（TBS赤坂ACTシアター）[15]
- 2021年8・10月、『イッツショータイム!!』（日経ホール・TTホール） - 神保原希[16]
- 2022年5 - 6月、『るろうに剣心 京都編』（IHIステージアラウンド東京） - 駒形由美[17]
- 2023年8 - 9月、『THE MONEY-薪巻満奇のソウサク-』（CBGKシブゲキ!!・心斎橋PARCO SPACE14）[18]
- 2023年11月、『SEVEN-西遊記7つの戦い-』（クラブeX・森ノ宮ピロティホール） - 玉龍[19]
- 2024年4月、『そして誰もいなくなった』（江東区文化センター）[20]

## 出演

### ラジオドラマ
- 青春アドベンチャー （NHK-FM）
  - 『時めがね金沢うた絵巻』（2020年1月6日 - 17日）[21] - 珠姫 役

### 広告・CM
- 2012 - 2017年、『池田泉州銀行』[8][3][6][2][10][1]
- 2019 - 2021年、小林製薬『ブルーレットデコラル』

## 受賞歴
- 2012年、『阪急すみれ会パンジー賞』 - 新人賞[22]